# Lillsjön (Skogs socken, Hälsingland)
Lillsjön är en sjö i Bollnäs kommun och Söderhamns kommun i Hälsingland och ingår i Skärjåns huvudavrinningsområde. Sjön är 3,5 meter djup, har en yta på 0,116 kvadratkilometer och befinner sig 97,1 meter över havet. Sjön avvattnas av vattendraget Ovanbäcken.

## Delavrinningsområde
Lillsjön ingår i det delavrinningsområde (678033-154434) som SMHI kallar för Utloppet av Lillsjön. Medelhöjden är 157 meter över havet och ytan är 3,36 kvadratkilometer. Räknas de 3 avrinningsområdena uppströms in blir den ackumulerade arean 18,62 kvadratkilometer. Ovanbäcken som avvattnar avrinningsområdet har biflödesordning 2, vilket innebär att vattnet flödar genom totalt 2 vattendrag innan det når havet efter 42 kilometer. Avrinningsområdet består mestadels av skog (74 procent) och jordbruk (13 procent). Avrinningsområdet har 0,11 kvadratkilometer vattenytor vilket ger det en sjöprocent på 3,4 procent.